# Estació de Gaudí
Gaudí és una estació del metro de Barcelona que mai no ha donat servei. Es troba entre les estacions de Sagrada Família i Sant Pau | Dos de Maig. Al nivell superior s'hi troba la seu de les associacions de treballadors jubilats de Transports Metropolitans de Barcelona.
L'estació es va construir per a la línia 2 a la dècada de 1960, però poc més tard es va variar el projecte per empalmar-se i passar l'antiga L2 a la línia 5, tenint així l'estació de Sagrada Família massa a prop i Gaudí no va arribar a utilitzar-se. Tot i això és l'estació en desús millor conservada del metro. L'Ajuntament de Barcelona l'ha utilitzat per fer estudis estadístics de pas de trens, i també s'hi han gravat anuncis.